# Tavaris Tate
Tavaris Tate, född den 21 december 1990, är en amerikansk friidrottare som tävlar i kortdistanslöpning.
Tate deltog vid inomhus-VM 2010 i Doha där han tillsammans med Jamaal Torrance, Greg Nixon och Bershawn Jackson ingick i det amerikanska stafettlaget på 4 x 400 meter som vann guld.

## Personliga rekord
- 400 meter - 45,48 från 2009